# Biopoder
Biopoder és un terme originàriament forjat pel filòsof francès Michel Foucault per referir-se a la pràctica dels estats moderns d'«explotar nombroses i diverses tècniques per subjugar els cossos i controlar la població». Foucault introduí aquest concepte a La voluntat de saber, el primer volum de la seva Història de la sexualitat. D'altres pensadors han pres aquest concepte i li han donat la seva interpretació particular.

## Altres usos
Michael Hardt i Antonio Negri reescriuen aquest concepte en el marc teòric marxista. Per a ells, tant el biopoder com la biopolítica «són la contribució especial que marca el discurs del terrorisme, el qual hauria de dir-se en realitat discurs de la globalització» (Imperi 2000, i la seva seqüela Multitud 2004). Tant a Imperi com a la teoria de l'operaisme el biopoder i la biopolítica són pensats en termes positius, són força de vida, potència constitutiva i ontològica.
Per part seva, Giorgio Agamben defineix el concepte clàssic de sobirania com integrador, des dels seus inicis a l'antiga Grècia, de biopoder, terme que interpreta com l'emergència històrica d'un cert tipus de «tecnologia de poder».
Paolo Virno aplica la dimensió marxista al concepte de biopoder. El capitalista necessita controlar la força productiva; en ser aquesta una potència abstracta i immanent en el subjecte productiu, el cos del treballador esdevé d'interès per al capitalista, a qui li cal controlar-lo i reproduir-lo.